# Anarchisme en Égypte
L'histoire de l'anarchisme en Égypte démarre dans les années 1860, avec l'arrivée d'exilés politiques qui introduisent les idées libertaires dans le pays.
L'anarchisme, en tant que courant politique, réémerge dans le cadre du Printemps arabe durant les années 2010, notamment sous la forme du Mouvement Socialiste Libertaire égyptien.

## L'émergence: 1860-1910
Dans les années 1860, les anarchistes ont joué un rôle pionnier dans l’introduction d’une pensée politique radicale en Égypte. Leurs idées se sont enracinées au départ au sein des communautés étrangères, surtout les travailleurs immigrés italiens et les exilés politiques, résidant dans le pays.

## La réapparition de l'anarchisme: depuis 2010
Les anarchistes réapparaissent au cœur de la révolution égyptienne de 2011.
Le 23 mai 2011 est fondé au Caire, le Mouvement Socialiste Libertaire.
Ces nouveaux anarchistes égyptiens sont entre autres issus du milieu des supporters « Ultras » des clubs de football[réf. nécessaire].
Le 24 janvier 2013 apparait un mouvement Black Bloc égyptien fortement médiatisé à l’échelle locale et internationale. Leur cible principale est le gouvernement du président Mohamed Morsi et la confrérie des Frères musulmans dont il est issu. Les membres du Black Bloc apparaissent brandissant des drapeaux anarchistes avec un message défilant sur la vidéo dont voici un extrait : « Nous sommes le groupe Black Bloc, partie d’un tout dans le monde. Nous militons depuis des années pour la libération de l’Être humain, la démolition de la corruption et le renversement du tyran. »,.

## Publications et communiqués
- Les anarchistes et les socialistes révolutionnaires égyptien-ne-s sont attaqué-e-s !, Mouvement Socialiste Libertaire, décembre 2011, texte intégral.
- Le pouvoir au peuple !, Mouvement Socialiste Libertaire, A-Infos, 2 février 2012, texte intégral.
- Lutte des classes contre lutte des places, Mouvement Socialiste Libertaire, septembre 2013, texte intégral.
- Yasser Abdelkawi, Égypte : Les Frères musulmans, ce tigre de papier, Alternative libertaire, n°225, février 2013, texte intégral.

### Vidéo
- Yasser Abdullah.